# Sea of Stars
Sea of Stars ist ein im Jahr 2023 erschienenes Videospiel des Entwicklers Sabotage Studio. Es ist für die Plattformen Windows, Nintendo Switch, Xbox Series, PlayStation 5, Xbox One und PlayStation 4 erschienen. Es ist in derselben Welt des vorherigen Spiels des Entwicklers, The Messenger, angesiedelt, im Gegensatz dazu aber ein Rollenspiel. Neben üblichen rundenbasierten Kämpfen ist auch das Lösen von Rätseln ein zentrales Spielelement. Sea of Stars ist von Kritikern bei Erscheinen überwiegend positiv aufgenommen worden.

## Hintergrund
Das Spiel dreht sich um die beiden Freunde Valere und Zale, die als Kinder der Sonnenwende ausgebildet wurden, die Kraft des Mondes und der Sonne zu nutzen. Die beiden müssen sich auf die Reise begeben, die Macht des Alchemisten Fleshmancer zu brechen. Mit dieser Prämisse und weiteren Elementen des Spiels, wie der grafischen Darstellung und der musikalischen Untermalung, erinnert das Spiel an beliebte klassische Rollenspiele wie insbesondere Golden Sun, aber auch Chrono Trigger und ungewöhnlichere Vertreter des Genres wie Mario & Luigi: Superstar Saga.

## Entwicklung
Sea of Stars wurde ursprünglich am 19. März 2020 angekündigt und als Kampagne auf der Crowdfunding-Plattform Kickstarter gestartet mit dem Ziel, ein ambitionierteres Spiel als den Vorgänger The Messenger zu entwickeln. Der Creative Director von Sabotage Studios, Thierry Boulanger, sagte, dass zwar die gleiche Spielwelt genutzt werden sollte, um eine neue Geschichte zu erzählen, sich die Spiele aber mit dem Genrewechsel von Metroidvania zu JRPG unterscheiden würden. 
Der Soundtrack wurde wie beim Vorgänger wieder von Eric W. Brown komponiert, wobei zehn Stücke vom bekannten japanischen Videospielkomponisten Yasunori Mitsuda beigesteuert wurden.

## Rezeption
Sea of Stars hat dem Portal Metacritic zufolge in der Windows-Version generell positive Kritiken und für die Konsolen-Versionen die Wertung „allgemeine Anerkennung“ erhalten.
Der Hersteller verkündete am Erscheinungstag, dass sich Sea of Stars über 100.000 Mal verkauft habe.
Bei den The Game Awards 2023 gewann Sea of Stars den Preis für das Beste Independentspiel.